# Ruisbroek (Puurs)
|  | Per a altres significats, vegeu «Ruisbroek». |

Ruisbroek és un poble de la província belga d'Anvers. Va ser un municipi independent fins quel l'1 de gener de 2017 va fusionar amb Puurs. Ruisbroek compta amb una superfície de 3,54 km² i, l'any 1994 tenia 4103 habitants.
Poble de pòlders, des de l'alta edat mitjana fins al 1976, sovint va patir d'inundacións del Rupel. Excepte un polígon industrial prop del Canal marítim Brussel·les-Escalda, va quedar un nucli rural.